# Eldpannad barbett
Eldpannad barbett (Psilopogon armillaris) är en fågel i familjen asiatiska barbetter inom ordningen hackspettartade fåglar.

## Utseende och läte
Eldpannad barbett är i stort sett helt grön, med gulorange panna, puderblått på baksidan av hjässan och en orange fläck på strupen. Lätet består av en serie knackande drillar, vanligen med två korta utbrott först före en längre.

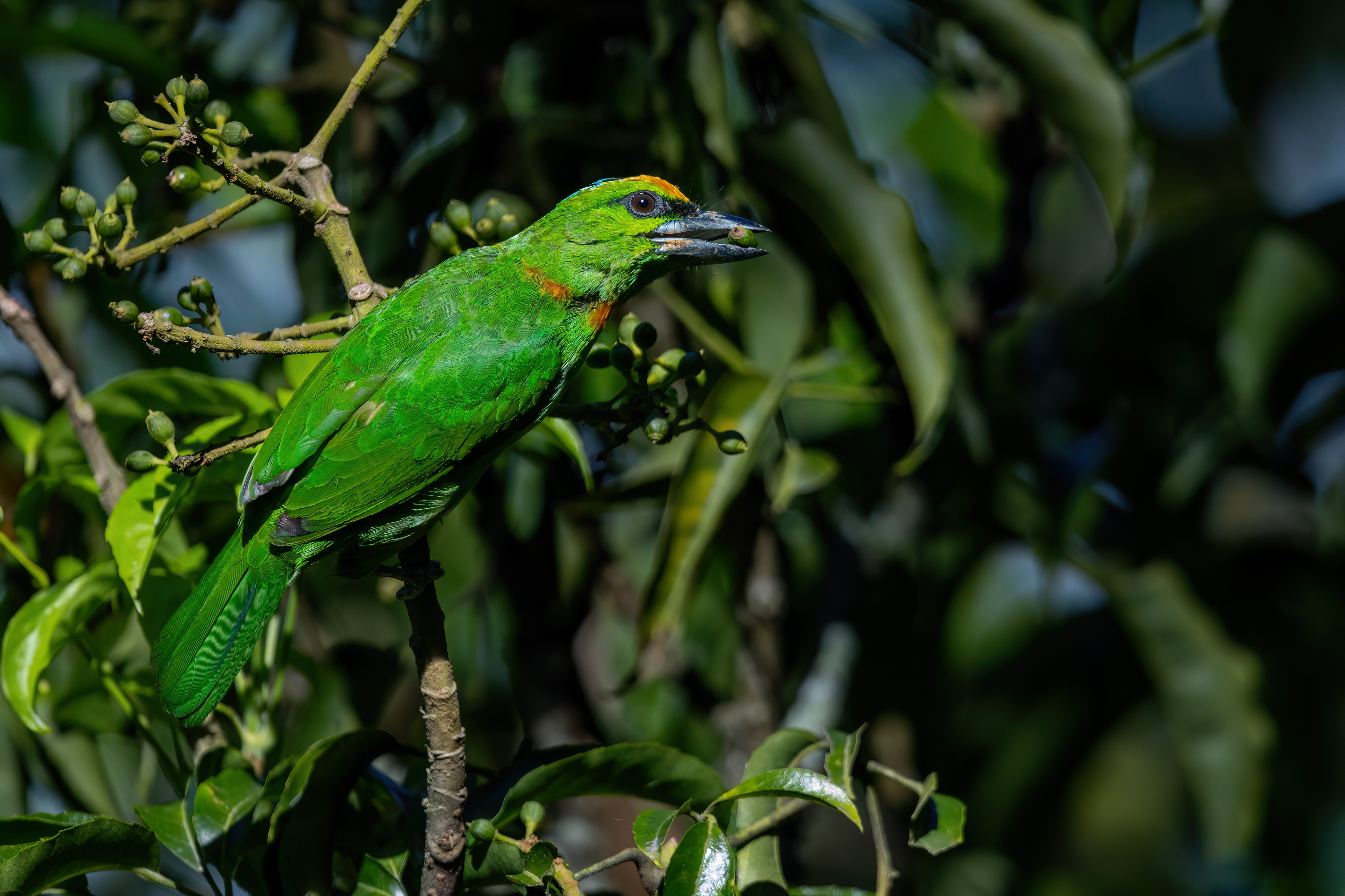

## Utbredning och systematik
Eldpannad barbett förekommer i Indonesien. Den delas in i två underarter med följande utbredning:
- Psilopogon armillaris armillaris – förekommer på Java
- Psilopogon armillaris baliensis – förekommer på Bali

### Släktestillhörighet
Arten placerades tidigare liksom de allra flesta asiatiska barbetter i släktet Megalaima, men DNA-studier visar att eldtofsbarbetten (Psilopogon pyrolophus) är en del av Megalaima. Eftersom Psilopogon har prioritet före Megalaima, det vill säga namngavs före, inkluderas numera det senare släktet i det förra.

## Levnadssätt
Eldpannad barbett hittas i skogsmarker på mellan 600 och 2500 meters höjd.

## Status och hot
Arten har ett stort utbredningsområde, men tros minska i antal, dock inte tillräckligt kraftigt för att den ska betraktas som hotad. Internationella naturvårdsunionen IUCN listar arten som livskraftig (LC).